# Coffea mapiana
Espèce
Coffea mapiana Sonké, Nguembou & A.P.Davis, est une espèce de plantes dicotylédones de la famille des Rubiaceae, originaire du Cameroun.

## Distribution
Endémique du Cameroun, elle a été récoltée en janvier 2005 dans la région du Sud, près de Bibondi, à l'ouest de Ngoyang.

## Étymologie
Cette espèce est dédiée à Jeannette Sonké Mapi, responsable de la logistique du travail de terrain des deux premiers auteurs.